# Chalkideus
Chalkideus (altgriechisch Χαλκιδεύς Chalkideús; † 412 v. Chr.) war ein spartanischer Heerführer im Peloponnesischen Krieg.
Er wurde Anfang des Jahres 412 v. Chr. mit einer Flotte von fünf Schiffen zur Insel Chios gesandt, die ihre Bereitschaft zum Abfall von Athen an spartanische Hilfe geknüpft hatte. Bei der Fahrt begleitete ihn der Überläufer Alkibiades, der den Spartanern den Rat gegeben hatte, ihre Offensive in Ionien zu starten. In Chios angekommen, brachten Chalkideus und Alkibiades die Stadt zum offenen Übertritt. Während die Chier auch ihre ionischen Nachbarstädte Erythrai, Klazomenai und Teos herüberzogen, fuhren Chalkideus und Alkibiades weiter nach Milet, das sie ebenfalls zum Abfall von Athen bewegen konnten. 
Anschließend traf sich Chalkideus in Milet mit dem lydischen Satrapen Tissaphernes und schloss einen ersten Bündnisvertrag zwischen Sparta und dem Perserreich. Als eine athenische Flotte vor Milet aufkreuzte und den Hafen blockierte, leitete Chalkideus die Verteidigung. Im Sommer unternahmen die Athener eine Landung beim milesischen Panormos unweit des Heiligtums Didyma. Dabei kam Chalkideus, der ihnen mit einer kleinen Einheit zur Abwehr entgegeneilte, im Kampf ums Leben. 
Nach dem Tod des Chalkideus kämpften die peloponnesischen Truppen bei der Schlacht von Milet im Spätsommer 412 v. Chr. ohne Heerführer und wurden von den Athenern besiegt. Trotz der Niederlage blieb Ionien jedoch bis zum Ende des Krieges an der Seite Spartas. Der Vertrag des Chalkideus mit Tissaphernes wurde von seinen Nachfolgern wegen ungünstiger Bedingungen im Detail getadelt, erwies sich aber nach mehrfacher Erneuerung und Nachbesserung schließlich als wichtigste Grundlage des spartanischen Siegs über Athen.
Hauptquelle für das Leben des Chalkideus ist Thukydides 8,6–45.